# TZ Волка
TZ Волка (лат. TZ Lupi) — одиночная переменная звезда в созвездии Волка на расстоянии приблизительно 8230 световых лет (около 2523 парсеков) от Солнца. Видимая звёздная величина звезды — от +16,5m до +14,5m.

## Характеристики
TZ Волка — оранжевая пульсирующая переменная звезда типа RR Лиры (RR) спектрального класса K. Радиус — около 4,4 солнечных, светимость — около 6,506 солнечных. Эффективная температура — около 4396 K.